# Universitat Cadi Ayyad
La Universitat Cadi Ayyad (àrab: جامعة القاضي عياض, Jāmiʿat al-Qāḍī ʿAyyāḍ; francès: Université Cadi Ayyad) és una universitat de Marràqueix i una de les universitats més grans del Marroc. Un dels seus col·legis associats, l'École nationale des sciences appliquées de Marrakech, més coneguda pel seu acrònim ENSA Marrakech, va ser creada l'any 2000 pel Ministeri d'Educació Superior i està especialitzada en enginyeria i investigació científica. La Universitat Cadi Ayyad es va establir el 1978 i compta amb tretze institucions a la regió de Marràqueix-Safi en quatre ciutats principals: El Kelaâ des Sraghna, Essaouira i Safi, a més de Marràqueix.
El nom de la universitat va ser donat en honor al cadi Ayyad (1083-1149), cadi (jutge) d'origen andalusí i un dels set sants de Marràqueix.

## Facultats
La Universitat Cadi Ayyad compta, des de 1978, amb tretze institucions:
- Facultat de Ciències Semlalia FSSM (1978–79)
- Facultat de Lletres i Ciències Humanes (1978–79)
- Facultat de Dret, Ciències Econòmiques i Socials FSJES (1978–79)
- Facultat de Ciències i Tècniques FST (1991–92)
- Facultat de Medicina i Farmàcia FMPM
- Escola Nacional de Ciències Aplicades ENSA-M
- Escola Nacional de Comerç i Gestió ENCG (2004–05)
- Ecole Normale Supérieure ENS de Marràqueix
- Ecole Supérieure de Technologie d'Essaouira ESTE
- Centre Universitari CUKS (2007–08) a Kelaa d'Essraghna
- Escola Superior de Tecnologia (1992–93)
- Facultat Polidisciplinaire (2003–04)
- Escola Nacional de Ciències Aplicades ENSA Safi (2003–04) a Safi

El nombre d'estudiants matriculats a Marràqueix és de 41.669.

## Astronomia
Sota el projecte Morocco Oukaimeden Sky Survey (MOSS), la Universitat de Marràqueix va descobrir dos cometes importants i un NEO, la qual cosa va fer que la universitat guanyés prestigi en batejar l'asteroide 2007 NQ3 com a Cadi Ayyad. El primer descobriment va ser el cometa P/2011 W2 (Rinner) el 25 de novembre de 2011 amb un 500 telescopi mm a l'Observatori d'Oukaimeden. El segon cometa amb el nom C/2012 CH17 (MOSS) va ser descobert el 13 de febrer de 2011. Un asteroide proper a la Terra va ser descobert la nit del 15 al 16 de novembre de 2011 mitjançant un telescopi MOSS. Un tercer cometa va ser descobert oficialment el gener de 2013 va ser designat P/2013 CE31.